# Herelleviridae
Herelleviridae es una familia de virus que infectan bacterias (bacteriófagos). Contiene 5 subfamilias, 19 géneros y 82 especies. Anteriormente se clasificaban en la familia Siphoviridae. La familia fue nombrada en honor a Félix d'Hérelle por cumplirse cien años del descubrimiento de los bacteriófagos.

## Descripción

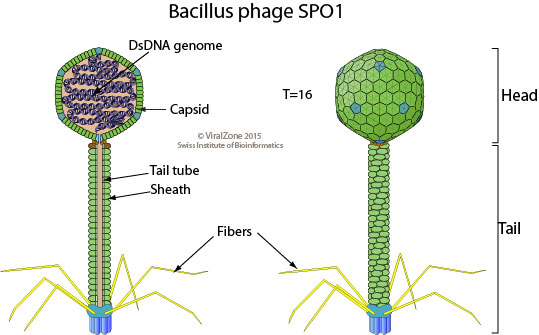
Dibujo esquemático de un virión de Bacillus phage SPO1 del género Okubovirus, sección transversal y vista lateral.

Los viriones tienen cápsides icosaédricas de 85–100 nm de diámetro. Las cápsides muestran capsómeros claros, es decir, las subunidades de la cápside están dispuestas en pentones y hexones que se ensamblan en la cápside icosaédrica. Las colas no contraídas tienen una longitud de 130-185 nm. Las colas tienen una placa base de aproximadamente 60 nm y un collar pequeño. Carecen de envoltura vírica. Las cápsides pueden albergar un máximo de 35 proteínas.
Los genomas de los herellevirus son de ADN bicatenario lineal con repeticiones terminales largas de longitudes de 3-16 kbp. Los genomas son de 125-170 kbp y codifican alrededor de 165-301 genes. También se han detectado varios intrones en los genomas de los herellevirus. La replicación se produce en la ADN polimerasa del huésped.
Se informa que los fagos que pertenecen a esta familia son obligatoriamente líticos, pero algunos pueden causar infección persistente, infección pseudolisogénica o un estado de portador.
Herelleviridae es un clado monofilético bien apoyado en filogenias basadas en el genoma y por filogenias de genes marcadores (concatenados). Los miembros de la familia comparten al menos un 60 % de identidad en secuencia de nucleótidos.

## Taxonomía
Se han descrito las siguientes subfamilias y géneros:
- Bastillevirinae
  - Agatevirus
  - Bastillevirus
  - Bequatrovirus
  - Caeruleovirus (alias Bc431virus)
  - Nitunavirus (alias Nit1virus)
  - Tsarbombavirus
  - Wphvirus
- Brockvirinae
  - Kochikohdavirus
- Jasinkavirinae
  - Pecentumvirus (alias P100virus)
- Spounavirinae
  - Okubovirus (alias Spounavirus)
  - Siminovitchvirus (alias Cp51virus)
- Twortvirinae
  - Baoshanvirus
  - Harbinvirus
  - Kayvirus
  - Sciuriunavirus
  - Sepunavirus (alias Sep1virus)
  - Silviavirus
  - Twortvirus (alias Twortlikevirus)